# Guy Chambers
Guy Antony Chambers, angleški skladatelj in glasbeni producent, * 12. januar 1963, London, Združeno kraljestvo.
Znan je predvsem po dolgoletnem umetniškem sodelovanju z Robbiejem Williamsom. Chambers je sodeloval pri prvih petih albumih Robbieja Williamsa kot skladatelj in producent. Vsi so dosegli prvo mesto v Združenem kraljestvu, po vsem svetu pa so bili prodani v več kot 40 milijonih izvodov. Chambers je napisal večino Williamsovih najbolj znanih pesmi (Rock DJ, Feel, Millenium, Let Me Entertain You, Angels).
Chambers in Williams sta po snemanju petega albuma Escapology leta 2002 prekinila sodelovanje. Nato je sodeloval z izvajalci, kot so INXS, ter produciral in pisal pesmi za njihov album Switch iz leta 2005. Chambers je napisal tudi pesmi za londonsko pop rock skupino Busted, kot sta »Fake« in »Better Than This« z njihovega drugega albuma A Present For Everyone.
Leta 2022 je Chambers sodeloval z avstrijskim glasbenikom Tricksterjem pri pisanju in produkciji božične pesmi, polne eksplicitnih besed, ki je odražala napetosti in stres tistega leta (pesem je postala viralna).